# Litoprosopus bahamensis
Litoprosopus bahamensis là một loài bướm đêm trong họ Erebidae.